# 1511
1511 (MDXI) je bilo navadno leto, ki se je po julijanskem koledarju začelo na sredo.

## Dogodki
- 26. marec - potres na Idrijskem z magnitudo 6,9, do danes najmočnejši potres na ozemlju današnje Slovenije, zahteva več kot 12.000 žrtev.
- 11. oktober - Na ukaz škofa Petra Bonoma tržaška vojska poruši Muhov grad.
- november - Henrik VIII. Angleški in Ferdinand II. Aragonski z westminstrsko pogodbo skleneta zavezništvo proti Francozom

#### Neznan datum
- Diego Velázquez in Hernán Cortés zavzameta Kubo; Velázquez je kasneje imenovan za guvernerja.
- prične se španski zavojevalski pohod na Jukatan.
- izide Hvalnica norosti, najbolj znano delo Erazma Rotterdamskega.
- Ustanovljen Hivski kanat, ukinjen 1920

## Rojstva
- 18. junij - Bartolomeo Ammanati, italijanski kipar in arhitekt († 1592)
- 29. september - Miguel Servet, španski teolog, zdravnik († 1553)
- 22. oktober - Erasmus Reinhold, nemški astronom, matematik († 1553)

## Smrti
- Burunduk kan, tretji kan Kazaškega kanata (* ni znano)
- Jošida Kanetomo, japonski šintoistični teolog (* 1435)